# Некруткин, Виктор Михайлович
Ви́ктор Миха́йлович Некру́ткин (17 сентября 1914, Царицын, Саратовская губерния — 28 января 1968) — советский учёный, лауреат Ленинской и двух Сталинских премий.

## Биография
Родился 17 сентября 1914 года в Царицыне. Окончил школу второй ступени в Ленинске, работал учителем. В 1937 году окончил Ленинградский химико-технологический институт (ЛХТИ).
В 1942—1947 годах инженер в Артиллерийском научно-исследовательском институте ВМФ СССР (Ленинград), в специальном экспериментально-производственном бюро Министерства боеприпасов (Москва), в НИИ-6 МСХМ (Москва), преподавал в ЛХТИ.
С 1947 году на ядерном объекте в Арзамас-16 (КБ-11, ВНИИЭФ): старший научный сотрудник, зам. начальника лаборатории, начальник отдела (сектора). Работал над совершенствованием фокусирующей системы заряда. Его идеи позволили уменьшить вес и наружный диаметр «изделий».
Доктор технических наук (1966).
В 1967 году по состоянию здоровья вышел на пенсию и вскоре умер.
В 1950—1955 годах был женат на Екатерине Алексеевне Феоктистовой.

## Награды и премии
- орден Трудового Красного Знамени (1949).
- Сталинская премия второй степени (1949) — за участие в разработке и освоении технологии изготовления специального заряда
- Сталинская премия первой степени (1951) — за разработку конструкции изделий РДС с уменьшенным весом и разработку конструкции с составным зарядом
- Ленинская премия (1958).